# 第61独立機械化旅団 (ウクライナ陸軍)
第61独立機械化旅団（だい61どくりつきかいかりょだん、ウクライナ語: 61-ша окрема механізована бригада）は、ウクライナ陸軍の旅団。第11軍団隷下。

## 概要

### ドンバス戦争
2015年11月10日、ドンバス戦争の影響に伴い、予備役の第61独立歩兵旅団としてチェルニーヒウ州で創設された。
2019年4月、猟兵部隊化に伴い、第61独立猟兵旅団に改編された。

### ロシアのウクライナ侵攻

#### 南部・ヘルソン戦線
2022年7月から、ロシアのウクライナ侵攻で南部ヘルソン州ベリスラウ地区に配備され、11月にロシア軍はドニエプル川西岸から撤退した。
2022年8月24日、ウォロディミル・ゼレンスキー大統領より、名誉称号「ステップ」を授与された。
2022年12月、機械化に伴い、第61独立機械化旅団に改編された。

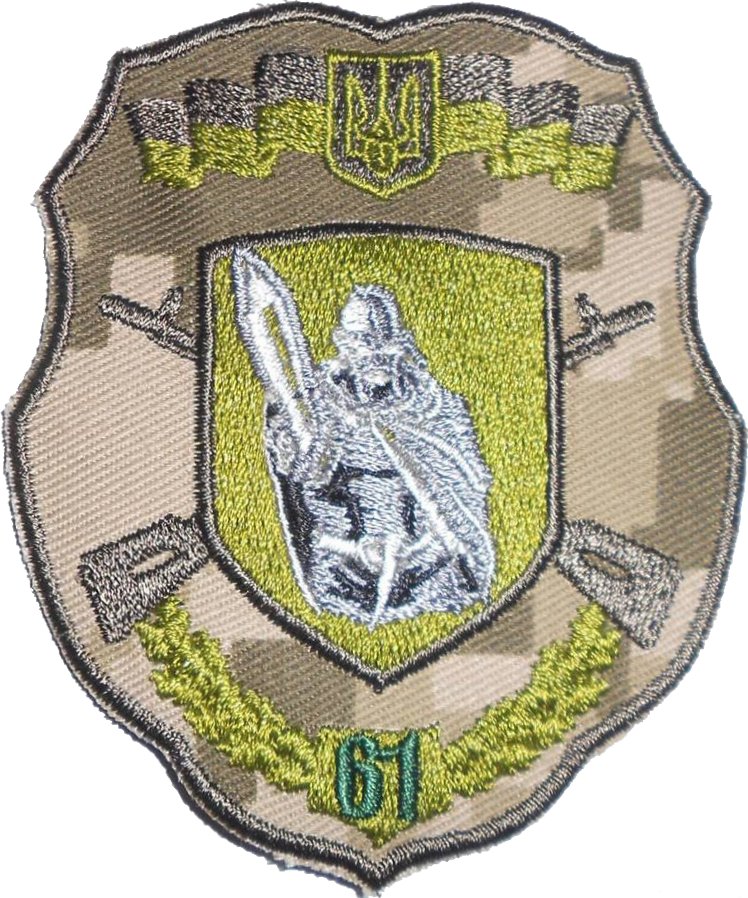
旧第61独立機械化旅団章
旧第61独立機械化旅団章

#### 東部・バフムート戦線
2022年12月、激戦地の東部ドネツィク州バフムート地区に再配置され、友軍の救援でバフムート北のソレダル方面を防御した。

#### 東部・アウディーイウカ戦線
2024年2月、激戦地の東部ドネツィク州ポクロウシク地区に再配置され、第25独立空挺旅団と共にアウディーイウカ守備隊を撤退支援し、アウディーイウカ西の防衛線で戦線を安定させた。

#### ロシア・クルスク戦線
2024年8月、ロシア・クルスク州に再配置され、第99独立機械化大隊がスジャで記念撮影する動画を投稿し、制圧に貢献したとみられる。

## ギャラリー

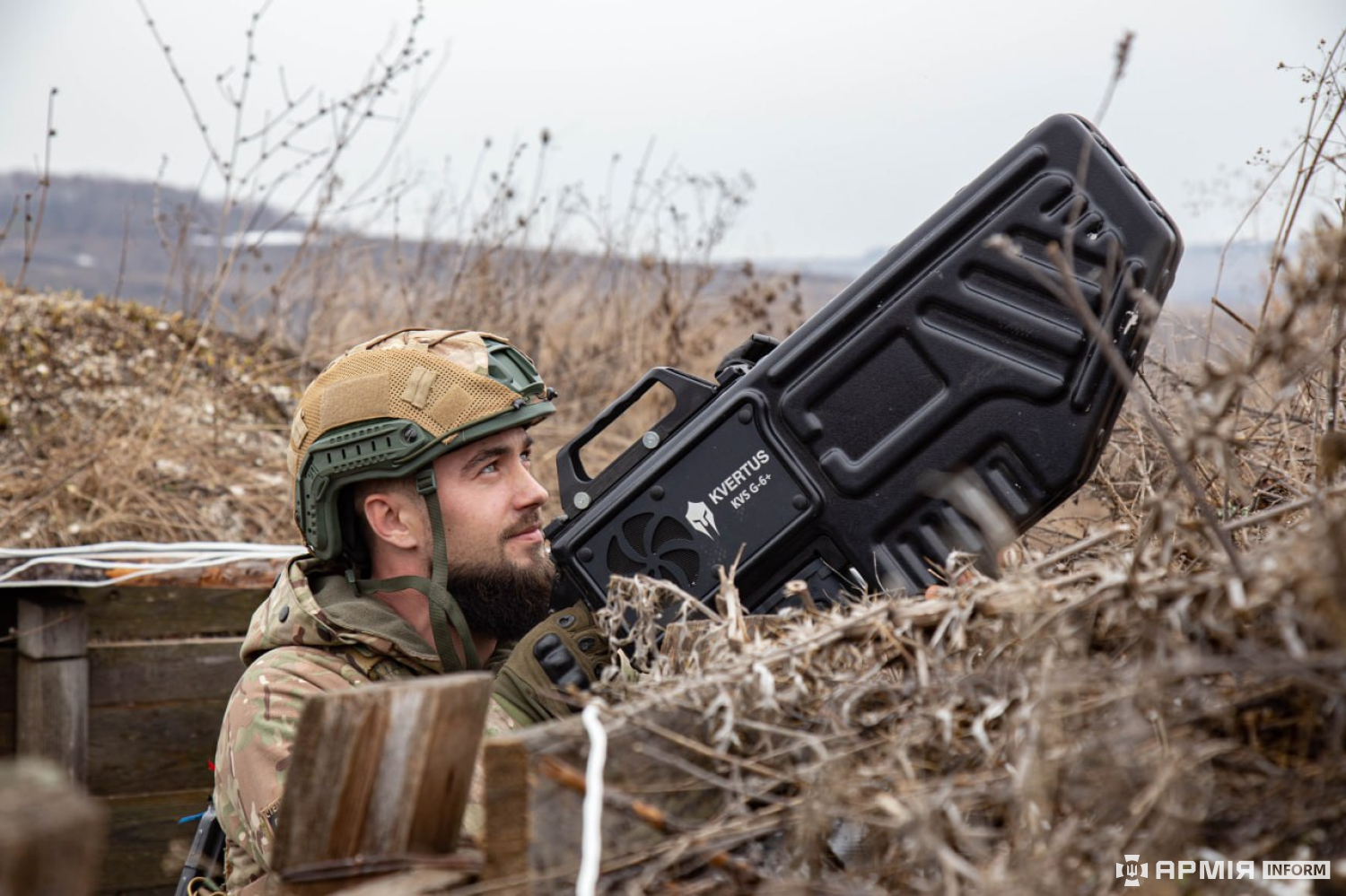

## 編制
- 旅団司令部（ジトーミル）
- 第99独立機械化大隊
- 第100独立機械化大隊
- 第101独立機械化大隊
- 戦車大隊
- 第20独立小銃大隊
- 第35独立小銃大隊
- 第36独立小銃大隊
- 旅団砲兵群
  - 本部中隊
  - 第1自走砲大隊
  - 第2自走砲大隊
  - ロケット砲大隊
  - 対戦車砲大隊
- 防空大隊

- 工兵大隊
- 整備大隊
- 兵站大隊
- 偵察中隊
- 電子戦中隊
- 通信中隊
- レーダー中隊
- NBC防護中隊
- 衛生中隊